# Австро-сербская конвенция (1881)
Австро-сербская конвенция — секретное соглашение, подписанное в Белграде 28 июня 1881 года сроком на 10 лет.

## Описание
Австро-Венгрия соглашалась признать Сербию королевством и содействовать такому признанию со стороны других европейских государств, не мешать расширению при благоприятных обстоятельствах южных владений Сербского княжества за счёт находившихся под властью Османской империи Старой Сербии и Центральной Македонии (в направлении долины реки Вардар), за исключением Ново-Пазарского санджака (статья 7).
Сербия обязывалась не заключать политических соглашений с иностранными государствами без предварительного согласия Австро-Венгрии (статья 4), не допускать на свою территорию иностранные войска, не позволять вести на своей территории политическую, религиозную или иную деятельность, направленную против Австро-Венгрии, и мешать такой деятельности в Боснии и Герцеговине, а также в Ново-Пазарском санджаке.
Австро-сербская конвенция была заключена по инициативе сербского князя Милана Обреновича, который преследовал свои династические интересы. С заключением этой сделки Сербия изменила свою внешнеполитическую ориентацию с Российской империи на Австрию и следовала этому австрофильскому курсу вплоть до падения династии Обреновичей в 1903 году. После подписания соглашения Сербия стала сателлитом Австро-Венгрии. Конвенция была продолжена в 1889 году и действовала до 1 января 1895 года.